# Favor (canção)
"Favor" é uma música dos produtores americanos Vindata e Skrillex e do vocalista americano-haitiano NSTASIA.

## Produção
Descrita como progressive melodic dance-pop,a música é composta de cordas quentes e um drop de "flauta".  O áudio oficial foi lançado no canal OWSLA YouTube em 7 de agosto de 2017. As harmonias vocais multi-camadas da NSTASIA são creditadas  porque "a produção soa grande e imersiva".

## Referencias
1. ↑  «Skrillex Teams Up With Vindata & NSTASIA For 'Favor': Listen». Billboard. Consultado em 19 de agosto de 2017
2. ↑  Erik (8 de agosto de 2017). «Skrillex Drops New Melodic Collaboration With Vindata and NSTASIA». EDM Sauce. Consultado em 19 de agosto de 2017
3. ↑  «Skrillex & Vindata Drop Melodic New Single, "Favor"». Run The Trap: The Best EDM, Hip Hop & Trap Music. 8 de agosto de 2017. Consultado em 19 de agosto de 2017
4. ↑  «[Listen] Favor (feat. Skrillex & NSTASIA) - Vindata | Mix 247 EDM». Mix 247 EDM (em inglês). 8 de agosto de 2017. Consultado em 19 de agosto de 2017
5. ↑  «SONG OF THE DAY: 'Favor' by Vindata, Skrillex, NSTASIA». Baeble Music (em inglês). Consultado em 19 de agosto de 2017